# 彭雄
彭雄（1915年—1943年3月17日），曾用名彭文灿，江西永新人。中国工农红军、八路军、新四军将领。

## 生平
1929年参加红军。1932年加入中国共产党。曾任红三军团连长、营长、团参谋长、红一军团团长、第四师参谋长，参与长征。抗日战争时期任八路军115师343旅686团参谋长，后任鲁西军区副司令员兼黄河支队支队长。1941年加入新四军，担任新四军第三师参谋长。1943年，经海路前往延安学习时，遭遇日军巡逻艇，彭雄在交战中阵亡。